# Irisdiagnostiek
Irisdiagnostiek (iriscopie of iridologie) is een techniek uit de alternatieve geneeskunde waarvan de voorstanders geloven dat patronen, kleuren en andere kenmerken van de iris als diagnosemiddel kunnen dienen om ziekten en functionele verstoringen in het lichaam vast te stellen.
Beoefenaars van deze methode vergelijken waarnemingen in de iris met een iriskaart die de iris opdeelt in verschillende gebieden die op hun beurt elk met een deel van het menselijk lichaam corresponderen. Op deze manier zou te zien zijn of bepaalde organen of systemen in het lichaam ontstoken, te actief, verstoord of in goede conditie zijn. Irisdiagnostiek is daarom uitsluitend een diagnostisch hulpmiddel en geen geneeswijze.

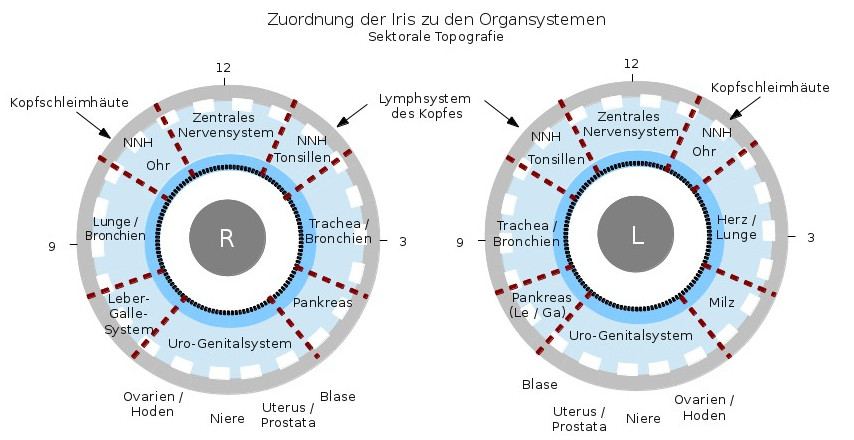
Een in de irisdiagnostiek gebruikte sectorale indeling van de iris naar orgaansysteem

Binnen de medische wetenschap wordt irisdiagnostiek door de meeste wetenschappers als pseudowetenschappelijk of zelfs als kwakzalverij gekenschetst, aangezien empirisch bewijs en theoretische onderbouwing ontbreken.

## Geschiedenis
De eerste expliciete vermelding van een concept van de irisdiagnostiek, namelijk homolateraliteit is gevonden in de Chiromatica Medica van Philippus Meyeus, een werk uit de 17e eeuw. Daarnaast zijn er enkele beknopte zinspelingen in werken van de oude Egyptenaren terug te vinden.
Het eerste gebruik van het woord Augendiagnostik (Ogendiagnostiek) wordt toegeschreven aan de Hongaarse arts Ignatz von Péczely. Volgens het verhaal dat meestal verteld wordt zou hij midden negentiende eeuw per ongeluk de poot van een verstrikte uil gebroken hebben, toen hij deze bevrijdde. Op dat moment verscheen er een donkere vlek in het oog van de uil. Hij zou later aan dit voorval herinnerd zijn toen hij een man met een gebroken been behandelde met eenzelfde vlek in het oog. Op het eerste internationale iridologen congres heeft August von Péczely, de neef van Ignatz von Péczely, dit verhaal echter als apocrief betiteld.
In Duitsland werd de irisdiagnostiek vervolgens als eerste door de pastoor Emanuel Felke bedreven, die een vorm van homeopathie ontwikkelde om bepaalde ziektebeelden te bestrijden en ook meer tekenen in de iris vastlegde die bepaalde ziekten zouden aanduiden. In Frankrijk publiceerde de Franse homeopaat Léon Vannier in 1923 het eerste boek over iridologie, en daar werd in 1950 de eerste iridologische school gesticht die onder bescherming stond van Gaston Verdier. In dezelfde jaren 50 werd de theorie ook in de Verenigde Staten bekend toen de Amerikaanse chiropracter Bernard Jensen onderricht begon te geven in zijn versie van irisdiagnostiek.

## Theoretische onderbouwing
Voorstanders van Irisdiagnostiek beroepen zich voor de theoretische onderbouwing op een studie uit 1954 van de anatoom Lang aan de Universiteit van Heidelberg. Dit onderzoek zou aangetoond hebben dat er inderdaad vanuit het hele lichaam via het ruggenmerg en de thalamus banen naar de iris voeren. In de iris zouden alle delen van het lichaam segmentaal geordend terug te vinden zijn.
Tegenstanders zeggen dat de studie slechts aantoont dat er vanuit het hele lichaam, inclusief de iris, verbindingen naar de thalamus bestaan. Dat elke mens een unieke iris heeft is voorts niet omstreden, aangezien de iris ook als identificatie gebruikt wordt door irisscanners. Het is juist de constantheid van de iris die dit mogelijk maakt.
Voor voorstanders van de irisdiagnostiek is deze constantheid echter juist een aanwijzing dat de iris een genetisch signalement vormt waarin aanwijzingen te vinden zijn voor ziektes die zich kunnen openbaren. Het is op basis van dit signalement mogelijk om preventieve maatregelen tegen het optreden van deze ziektes te nemen.
Uit onderzoek uit 2007 blijkt dat kenmerken van de iris samenhangen met persoonlijkheidskenmerken. In een bespreking van dit onderzoek in het Nederlands Tijdschrift voor Geneeskunde worden praktische toepassingen van irisdiagnostiek genoemd, bijvoorbeeld als aanvulling op duur MRI onderzoek bij longitudinale cohort- of tweelingstudies.

## Empirische onderbouwing
Empirisch dubbelblind onderzoek heeft geen bewijs voor de werking van irisdiagnostiek kunnen vinden.
Een onderzoek gepubliceerd in het Journal of the American Medical Association (Simon et al., 1979), slaagden drie irisdiagnosten er niet in nierziekten correct te identificeren in foto's van irissen en waren ze het niet met elkaar eens. De onderzoekers concludeerden dat irisdiagnostiek noch selectief noch specifiek was, en de waarschijnlijkheid dat de van een juiste vaststelling was statistisch niet beter dan toeval.'
Een ander onderzoek, gepubliceerd in het British Medical Journal (Knipschild, 1988). Paul Knipschild, van de Universiteit Maastricht, selecteerde 39 patiënten die de volgende dag aan hun galblaas geopereerd zouden worden vanwege galstenen. Ook selecteerde hij een groep mensen zonder problemen aan de galblaas als controlegroep. De irisdiagnosten bleken niet in staat om degenen zonder galstenen te onderscheiden van degenen met galstenen. Een van de irisdiagnosten stelde vast dat 49% van de personen met galstenen volgens hem galstenen had, en 51% niet. Van de controlegroep stelde hij vast dat 51% galstenen had, en 49% niet. Knipschild concludeerde: deze studie toont aan dat iridologie geen bruikbaar diagnostisch hulpmiddel is.
Voorstanders voeren als bewijs een studie uit Karlsruhe uit 1950-54 aan: Die Klinische Prüfung der Organ- und Krankheitszeichen in der Iris, uitgevoerd door de internist Franz Volhard. Hijzelf was overtuigd van de tekenen van de iris. Onder leiding van zijn zoon Ernst Volhard vergeleken de arts Franz Vida en de Duitse Heilpraktiker Josef Deck bij een groot aantal patiënten de tekenen in de iris met resultaten uit de reguliere geneeskunde, zoals röntgenfoto's en sectieresultaten. In 74,4% van de 640 gevallen zou de irisdiagnostiek positieve resultaten hebben geleverd bij orgaanaandoeningen.
Tegenstanders wijzen erop dat de studie niet dubbelblind uitgevoerd is en daarom waardeloos is. In een metastudie (Ernst, 2000), volgt een vergelijkbaar resultaat:: "Werkt iridologie? [...] Deze zoekstrategie leverde 77 publicaties op het gebied van iridologie op. [...] Alle ongecontroleerde onderzoeken en enkele van de niet-dubbelblinde onderzoeken suggereerden dat iridologie een valide diagnostisch hulpmiddel was. Zulke studies zijn echter zeer gevoelig voor partijdigheid. Het verslag dat volgt verwijst naar de vier gecontroleerde dubbelblinde evaluaties van de diagnostische geldigheid van iridologie. [...] In conclusie, er zijn weinig gecontroleerde dubbelblinde onderzoeken naar iridologie gepubliceerd. Geen hiervan heeft enig voordeel van iridologie gevonden. Daar iridologie de potentie heeft om persoonlijk en economisch leed te berokkenen zouden patiënten en therapeuten ontmoedigd moeten worden ze te gebruiken."
Ook andere klinische onderzoeken lukte het niet om een trefzekerheid boven die van het toeval vast te stellen bij irisdiagnostiek.

## Methodiek
De iris wordt meestal gediagnosticeerd met behulp van een zaklampje en een vergrootglas of een camera om de iris van de patiënt te onderzoeken op weefselveranderingen, specifieke pigmentpatronen of onregelmatigheden in het stroma. Deze patronen worden vervolgens met een iriskaart vergeleken die bepaalde delen van de iris verbindt met bepaalde delen van het menselijk lichaam. De gangbare kaarten verdelen de iris in ongeveer 80 tot 90 zones. De zone die bijvoorbeeld met de nier correspondeert zit meestal in de onderste helft van de iris, even voor zes uur. Soms wijkt de indeling van de zones af, afhankelijk van de kaart.
Veranderingen in details in de iris geven veranderingen in het weefsel van de corresponderende organen aan. De bekende irisdiagnost Dr. Bernard Jensen verwoordt het als volgt: "Zenuwweefsel in de iris reageert op veranderingen in lichaamsweefsel doordat er een reflex-fysiologie optreedt die correspondeert met specifieke weefselveranderingen en plaatsen." Bijvoorbeeld, acute ontsteking, chronische ontsteking en slijmvlies ontsteking (catarre) kunnen respectievelijk betrokkenheid, onderhoud en genezing van het weefsel op afstand aanduiden. Andere kenmerken waar irisdiagnosten zich op richten zijn krampringen en Klumpenzellen, die verschillende gezondheidstoestanden kunnen aanduiden, afhankelijk van de context.

## Kritiek
Aangezien geen enkel onderzoek dat aan de wetenschappelijke normen van dubbelblindheid voldoet positieve resultaten heeft opgeleverd, verwerpt de meerderheid van de geneeskundigen alle takken van irisdiagnostiek in z'n geheel. Beoefenaars van irisdiagnostiek zijn ook zelden medici en het wordt binnen reguliere medische opleidingen niet onderwezen. De enige mogelijkheid het te studeren is bij privé-instituten.
Naast het gebrek aan empirisch bewijs, is ook de theoretische argumentatie niet steekhoudend in de ogen van de meeste wetenschappers. Het uiterlijk van de iris is een fenotypische eigenschap die tijdens de zwangerschap ontwikkeld wordt en die na de geboorte gelijk blijft. Behalve veranderingen in pigmentatie gedurende het eerste levensjaar en enkele sproetjes en veranderingen vanwege de behandeling van staar blijft de iris gelijk, wat de iris zeer geschikt maakt voor identificatie.